# جیمی فاکس
اریک مارلون بیشاپ (به انگلیسی: Eric Morlon Bishop) (زاده ۱۳ دسامبر ۱۹۶۷) - مشهور به جِیمی فاکس (به انگلیسی: Jamie Foxx) بازیگر، خواننده، ترانه‌سرا و کمدین اهل ایالات متحده آمریکا است. بازی وی در فیلم ری (۲۰۰۴) باعث شد او برنده جایزه اسکار بهترین بازیگر و یک جایزه گلدن گلوب بهترین بازیگر مرد – فیلم موزیکال یا کمدی شود. در همان سال بود که نقش‌آفرینی او در فیلم وثیقه، فاکس را نامزد دریافت جایزه اسکار نقش مکمل مرد کرد. در عرصه موسیقی نیز جیمی فاکس موفق به کسب جایزه گرمی شده‌است. ۳ آلبوم موسیقی وی نیز در زمره بهترین آهنگ‌های بیلبورد ۲۰۰ قرار دارند.

## کودکی
جیمی متولد شهر ترل در ایالت تگزاس است. وی فرزند لوییس و دورل است. پدرش گاهگاهی در عرصه بورس فعال بود و بعد از مسلمان شدن، نام خودش را به شهید عبدالله تغییر داد. جیمی کمی بعد از متولد شدن، توسط پدربزرگ و مادربزرگش بزرگ شد و رابطه چندانی با پدر و مادرش نداشت. جیمی در دوران نوجوانی به شکل پاره وقت در کلیسای محل زندگی‌شان پیانو می‌نواخت.
پیانو زدن جیمی از سن ۵ سالگی‌اش شروع شد. در دوران مدرسه نیز بخاطر شوخ‌طبعی و قدرت خوب بیان لطیفه‌ها، تبدیل به جایزه‌ای برای سایر دانش‌اموزان تبدیل شده بود. اگر دانش‌آموزان در سر کلاس به خوبی رفتار می‌کردند، معلم به جیمی اجازه می‌داد که برای آن‌ها یک لطیفه تعریف کند. جیمی فاکس در همان شهر به دبیرستان رفت و در دبیرستان بود که نمرات بسیار خوبی می‌گرفت. وی همچنین در این دوره روی به ورزش‌هایی همچون فوتبال آمریکایی و بسکتبال آورده بود. بعد از پایان دوران دبیرستان موفق به دریافت بورسیه برای دانشگاه بین‌المللی ایالات متحده شد و در آنجا در رشته موسیقی کلاسیک و آهنگسازی شروع به تحصیل کرد. جیمی همیشه از تأثیرات مادربزرگش در کسب موفقیت‌هایش تقدیر کرده‌است.

## فعالیت‌ها

### ۲۰۰۴–۱۹۸۹ (آغاز فعالیت و شروع بازیگری)
اولین بار در سال ۱۹۸۹ بود که جیمی با درخواست نامزدش، شروع به گفتن لطیفه در باشگاه‌های شبانه کرد. در آنجا جیمی متوجه شد که کمدین‌های خانم را زودتر از کمدین‌های مرد به روی صحنه می‌برند و این شد که نام جیمی فاکس را برای خودش انتخاب کرد به این گمان که این نام معنی‌ای دو سویه داشته و نوعی مخالفت با این رویه بود. البته او نام فاکس را بخاطر احترام، از روی نام کمدینی به نام رد فاکس برداشت.
اولین فیلم جیمی در سال ۱۹۹۲ و با فیلم اسباب‌بازی‌ها کلید خورد. در این فیلم او با رابین ویلیامز هم‌بازی بود. همچنین اولین نقش دراماتیک وی نیز در فیلم هر یکشنبه کذایی اجرا شد که در آنجا نقش یک ورزشکار را بازی می‌کرد. سپس در سال ۲۰۰۴ جیمی در کنار تام کروز در فیلم وثیقه شروع به نقش‌آفرینی کرد. وی نقش یک راننده تاکسی را در این فیلم داشت. بخاطر بازی در این فیلم، جیمی بسیار مورد تحسین قرار گرفت و به عنوان نامزد دریافت جایزه اسکار بازیگر نقش مکمل مرد معرفی شد.
در سال ۱۹۹۴ بود که جیمی فاکس اولین آلبوم موسیقی خود را با نام Peep This روانه بازار کرد.

### ۲۰۰۴–۲۰۰۶
در سال ۲۰۰۴ جیمی به همراه کانیه وست در آهنگی با هم همکاری کردند. این آهنگ رتبه اول برترین آهنگ را در آمریکا و رتبه سوم را در بریتانیا کسب کرد. همکاری دوم این دو برای آهنگ جستجوگر طلا بود که این آهنگ نیز به لیست بهترین آهنگ‌های آمریکا رفته و به مدت ۱۰ هفته مقام نخست را داشت.
سپس جیمی در فیلمی به نام ری به ایفای نقش پرداخت. این فیلم بیوگرافی ری چارلز، نوازنده مشهور آمریکایی را روایت می‌کرد. بخاطر بازی در این فیلم جمی جایزه اسکار بهترین بازیگر را توانست از آن خود کند. جیمی فاکس دومین مرد تاریخ سینما است که در یک سال، دو بار نامزد دریافت جایزه اسکار بازیگری شد (یکبار نامزد بخاطر فیلم وثیقه و بار دوم بخاطر فیلم ری). پیش از او، آل پاچینو تنها بازیگری بود که این رکورد را داشت.
در سال ۲۰۰۵ دومین آلبوم موسیقی جیمی تحت عنوان غیرقابل پیش‌بینی منتشر شد. فروش این آلبوم بسیار خوب بوده و تنها در هفته اول موفق به فروش بیش از ۵۹۸٫۰۰۰ نسخه شد و جایگاه دومین آلبوم پرفروش را کسب کرد. البته در هفته بعد و با فروش ۲۰۰٫۰۰۰ نسخه بیشتر رتبه خود را به جایگاه نخست ارتقاء داد. در بریتانیا نیز میزان فروش این آلبوم آن را در جایگاه نهم قرار داد.
در سال ۲۰۰۶ جیمی فاکس بخاطر همکاری با کانیه وست در آهنگ جستجوگر طلا موفق به برنده شدن جایزه بی‌ایی‌تی شد.

### ۲۰۰۶–۲۰۰۹
در ادامه نقش‌آفرینی جیمی در فیلم‌های پرفروش و مشهور، وی در فیلم‌های پرفروش دیگری همچون دختران رؤیایی (۲۰۰۶) و میامی وایس (۲۰۰۶) به ایفای نقش پرداخت. سال ۲۰۰۷ فیلم امپراتوری با بازی وی منتشر شد. در این فیلم، وی در کنار بازیگرانی چون جیسون بیتمن، کریس کوپر و جنیفر گارنر به ایفای نقش پرداخت. در سپتامبر همین سال نیز ستاره جیمی فاکس را در پیاده‌روی شهرت هالیوود نصب کردند. در آوریل ۲۰۰۹ وی در فیلم سولویست و چند ماه بعد در فیلم شهروند مطیع قانون در نقش یک وکیل بازی کرد.
در ۲۲ ژانویه ۲۰۰۷ بود که جیمی افتتاح شبکهٔ خودش تحت نام فاکس‌هول را رسماً اعلام کرد. این شبکه آثار موسیقی، گفتگویی و کمدی می‌شود. آثار موسیقی پخش شده از این شبکه مربوط به هنرمندان آفریقایی-آمریکایی خواهد بود و بیشتر آثار خود جیمی فاکس نیز از این شبکه پخش می‌شود.

### ۲۰۱۰–۲۰۱۴
در سال ۲۰۱۱ جیمی شروع به ایفای نقش در فیلم جنگوی آزادشده کرد. این فیلم به کارگردانی کویینتین تارانتینو بوده و بازیگرانی همچون کری واشینگتن، کریستوف والتس، لئوناردو دی‌کاپریو و ساموئل جکسون در آن به ایفای نقش پرداخته‌اند. این فیلم در سال ۲۰۱۲ منتشر شد. در سال ۲۰۱۱ بود که جیمی شروع به گویندگی نیز کرده و صدایش در انیمیشن ریو و در نقش نیکو مورد استفاده قرار گرفت.
چهارمین آلبوم موسیقی جیمی نیز با نام بهترین شب زندگیم در دسامبر ۲۰۱۰ منتشر شد. اولین تک‌شعرش نیز برنده نام دارد که در ان جاستین تیمبرلیک و تی.آی. حضور دارند.
جیمی همچنین طی اظهار نظر جنجالی‌ای در برنامه ساتردی نایت لایو که در مورد فیلم جنگوی آزادشده بود عنوان کرد که «از کشتن سفیدپوست‌ها در فیلم‌هایش لذت می‌برد»
جدیدترین فیلم جیمی مرد عنکبوتی شگفت‌انگیز ۲ است که قرار است در سال ۲۰۱۴ منتشر شود. همچنین این موضوع تأیید شده که قرار است جیمی در نقش مارتین لوتر کینگ جونیور در یک فیلم به تهیه‌کنندگی استیون اسپیلبرگ ظاهر شود.

## زندگی شخصی
جیمی فاکس پدر ۲ دختر به نام‌های کارین (متولد ۱۹۹۴) و آنالاس (متولد ۲۰۰۹) است.
جیمی فاکس همچنین بعد از طلاق کیتی هولمز از همسر سابقش تام کروز، از سال ۲۰۱۳ با وی در رابطه عاشقانه اما پنهانی بود. این رابطه در نهایت در سال ۲۰۱۹ خاتمه پیدا کرد.

## ترانه‌شناسی
- تیغ‌زن (۲۰۰۵) کانیه وست
- بنداز گردن اون (۲۰۰۹) تی-پین
- شهود

## جوایز و افتخارات
- برنده بفتای بهترین بازیگر نقش اول مرد برای فیلم ری در سال ۲۰۰۴
- برنده اسکار بهترین بازیگر نقش اول مرد برای فیلم ری در سال ۲۰۰۴
- کاندیدای بفتای بهترین بازیگر مکمل مرد برای فیلم وثیقه در سال ۲۰۰۴